# San Vicente (Guerrero)
San Vicente es una localidad del estado mexicano de Guerrero. Es parte del municipio de Chilpancingo de los Bravo.

## Toponimia
El nombre «San Vicente» hace referencia al santo patrono de la localidad: San Vicente Ferrer.

## Demografía
| Gráfica de evolución demográfica |
|                                  |

| Censo | Población |
| ----- | --------- |
| 1900  | 133       |
| 1910  | 263       |
| 1921  | 346       |
| 1930  | 352       |
| 1940  | 353       |
| 1950  | 376       |
| 1960  | 679       |
| 1970  | 586       |
| 1980  | 758       |
| 1990  | 1 014     |
| 2000  | 1 439     |
| 2010  | 1 888     |
| 2020  | 2 259     |